# Nicéo
Nicéo est un village du département et la commune rurale de Dolo, situé dans la province de la Bougouriba et la région du Sud-Ouest au Burkina Faso.

## Géographie

### Démographie
- En 2006, le village comptait 1 539 habitants recensés, dont 51,8 % de femmes[1].